# Дмитровка (Первомайский район Крыма)
Дми́тровка (до 1948 года Ой-Мамша́к; укр. Дмитрівка, крымскотат. Oy Mamşaq, Ой Мамшакъ) — село в Первомайском районе Республики Крым, входит в состав Войковского сельского поселения (согласно административно-территориальному делению Украины — Войковского сельского совета Автономной Республики Крым).

## Население
| 2001 | 2014 |
| ---- | ---- |
| 258  | ↘143 |

Всеукраинская перепись 2001 года показала следующее распределение по носителям языка
| Язык             | Процент |
| ---------------- | ------- |
| крымскотатарский | 60.47   |
| русский          | 24.81   |
| украинский       | 11.24   |
| белорусский      | 1.16    |

### Динамика численности
| - 1806 год — 49 чел. - 1864 год — 46 чел. - 1900 год — 71 чел. - 1915 год — 16/70 чел. | - 1926 год — 53 чел. - 2001 год — 258 чел. - 2009 год — 169 чел. - 2014 год — 143 чел. |

## Современное состояние
На 2016 год в Дмитровке числится 3 улицы — Молодёжная, Новоселов и Фрунзе; на 2009 год, по данным сельсовета, село занимало площадь 41,4 гектара, на которой в 47 дворах проживало 169 человек. Дмитровка связана автобусным сообщением с райцентром, городами Крыма и соседними населёнными пунктами.

## География
Дмитровка — село в центре района, в центральной части степного Крыма, в верховье балки Чатырлык, высота центра села над уровнем моря — 47 м. Ближайшие сёла — Войково в 1 км на восток и Ровное в 2,7 км на запад. Расстояние до райцентра — около 28 километров (по шоссе), ближайшая железнодорожная станция— Урожайная на линии Солёное Озеро — Севастополь — около 40 км. Транспортное сообщение осуществляется по региональной автодороге 35К-008 Северное — Войково (по украинской классификации — Т-0102).

## История
Первое документальное упоминание села встречается в Камеральном Описании Крыма… 1784 года, судя по которому, в последний период Крымского ханства Ой-Мамчак входил в Караул кадылык Перекопского каймаканства. После присоединения Крыма к России (8) 19 апреля 1783 года, (8) 19 февраля 1784 года, именным указом Екатерины II сенату, на территории бывшего Крымского Ханства была образована Таврическая область и деревня была приписана к Евпаторийскому уезду. После Павловских реформ, с 1796 по 1802 год, входила в Акмечетский уезд Новороссийской губернии. По новому административному делению, после создания 8 (20) октября 1802 года Таврической губернии, Ой-Мамшак был включён в состав Урчукской волости Евпаторийского уезда.
По Ведомости о волостях и селениях, в Евпаторийском уезде с показанием числа дворов и душ… от 19 апреля 1806 года в деревне Ой-Мамшак числилось 9 дворов, 48 крымских татар и 1 ясырь. На военно-топографической карте генерал-майора Мухина 1817 года деревня Мамшик обозначена с 7 дворами. После реформы волостного деления 1829 года деревня, согласно «Ведомости о казённых волостях Таврической губернии 1829 года» осталась в составе Урчукской волости.
На карте 1836 года в деревне 8 дворов, а на карте 1842 года Оймамшак обозначен условным знаком «малая деревня», то есть менее 5 дворов.
В 1860-х годах, после земской реформы Александра II, деревню приписали к Ишуньской волости. Согласно «Памятной книжке Таврической губернии за 1867 год», деревня была покинута жителями в 1860—1864 годах, в результате эмиграции крымских татар, особенно массовой после Крымской войны 1853—1856 годов, в Турцию и вновь заселена татарами. В «Списке населённых мест Таврической губернии по сведениям 1864 года», составленном по результатам VIII ревизии 1864 года, Ой-Мамшак — владельческая татарская деревня, с 12 дворами, 46 жителями и мечетью при колодцах. По обследованиям профессора А. Н. Козловского 1867 года, вода в колодцах деревни была пресная, а их глубина достигала 15—18 саженей (30— 35 м),. На трехверстовой карте Шуберта 1865—1876 года в деревне Оймамшак обозначено 15 дворов). Видимо, деревня вскоре вновь опустела, поскольку в Памятных книгах 1889 и 1892 годов не значится.
Земская реформа 1890-х годов в Евпаторийском уезде прошла после 1892 года, в результате Ой-Мамшак приписали к Коджанбакской волости. По «…Памятной книжке Таврической губернии на 1900 год» на хуторе Оймамшак числился 71 житель в 17 дворе. По Статистическому справочнику Таврической губернии. Ч.II-я. Статистический очерк, выпуск пятый Евпаторийский уезд, 1915 год, в имении Оймамшак (наследников Гинзбурга) Коджамбакской волости Евпаторийского уезда числился 1 двор с еврейским населением в количестве 16 человек приписных жителей и 70 — «посторонних», из которых 58 мужчин и 25 женщин. В имении числилось 2051 десятина удобной земли. В хозяйстве имелось 130 лошадей, 141 вол, 30 коров и 1405 голов мелкого скота.
После установления в Крыму Советской власти, по постановлению Крымревкома от 8 января 1921 года № 206 «Об изменении административных границ» была упразднена волостная система и село вошло в состав Евпаторийского района Евпаторийского уезда, а в 1922 году уезды получили название округов. 11 октября 1923 года, согласно постановлению ВЦИК, в административное деление Крымской АССР были внесены изменения, в результате которых округа были отменены и произошло укрупнение районов — территорию округа включили в Евпаторийский район. Согласно Списку населённых пунктов Крымской АССР по Всесоюзной переписи 17 декабря 1926 года, в селе Ой-Мамшак, Аджи-Атманского сельсовета Евпаторийского района, числилось 15 дворов, все крестьянские, население составляло 53 человека, все русские. Постановлением ВЦИК РСФСР от 30 октября 1930 года был создан Фрайдорфский еврейский национальный район (переименованный указом Президиума Верховного Совета РСФСР № 621/6 от 14 декабря 1944 года в Новосёловский) (по другим данным 15 сентября 1931 года) и Ой-Мамшак включили в его состав, а после разукрупнения в 1935-м и образования также еврейского национального Лариндорфского (с 1944 — Первомайский), село переподчинили новому району.
С 25 июня 1946 года Ой-Мамшак в составе Крымской области РСФСР. Указом Президиума Верховного Совета РСФСР от 18 мая 1948 года, Ой-Мамшак переименовали в Дмитровку. 26 апреля 1954 года Крымская область была передана из состава РСФСР в состав УССР. Время включения в Войковский сельсовет пока не установлено: на 15 июня 1960 года село уже числилось в его составе. Указом Президиума Верховного Совета УССР «Об укрупнении сельских районов Крымской области», от 30 декабря 1962 года село присоединили к Евпаторийскому району. 11 февраля 1963 года Евпаторийский район был упразднён и село включили в состав Сакского. 1 января 1965 года, указом Президиума ВС УССР «О внесении изменений в административное районирование УССР — по Крымской области», передади в состав Раздольненского района. 8 декабря 1966 года был восстановлен Первомайский район и село вернули в его состав. С 12 февраля 1991 года село в восстановленной Крымской АССР, 26 февраля 1992 года переименованной в Автономную Республику Крым.